# 3124 Kansas
3124 Kansas è un asteroide della fascia principale. Scoperto nel 1981, presenta un'orbita caratterizzata da un semiasse maggiore pari a 2,7465611 UA e da un'eccentricità di 0,0794907, inclinata di 5,90313° rispetto all'eclittica.
L'asteroide prende il nome dall'omonimo stato federato degli Stati Uniti.